# شالوم ميساس
شالوم ميساس (بالعبرية: שלום משאש)؛ (بالإنجليزية: Shalom Messas)؛ (بالفرنسية: Chalom Messas) كاتب ورجل دين يهودي من أصول مغربية، كان الحاخام الأكبر للمغرب ثم حاخاما أكبر لطائفة السفارديم بالقدس لمدة 25 سنة.

## سيرته

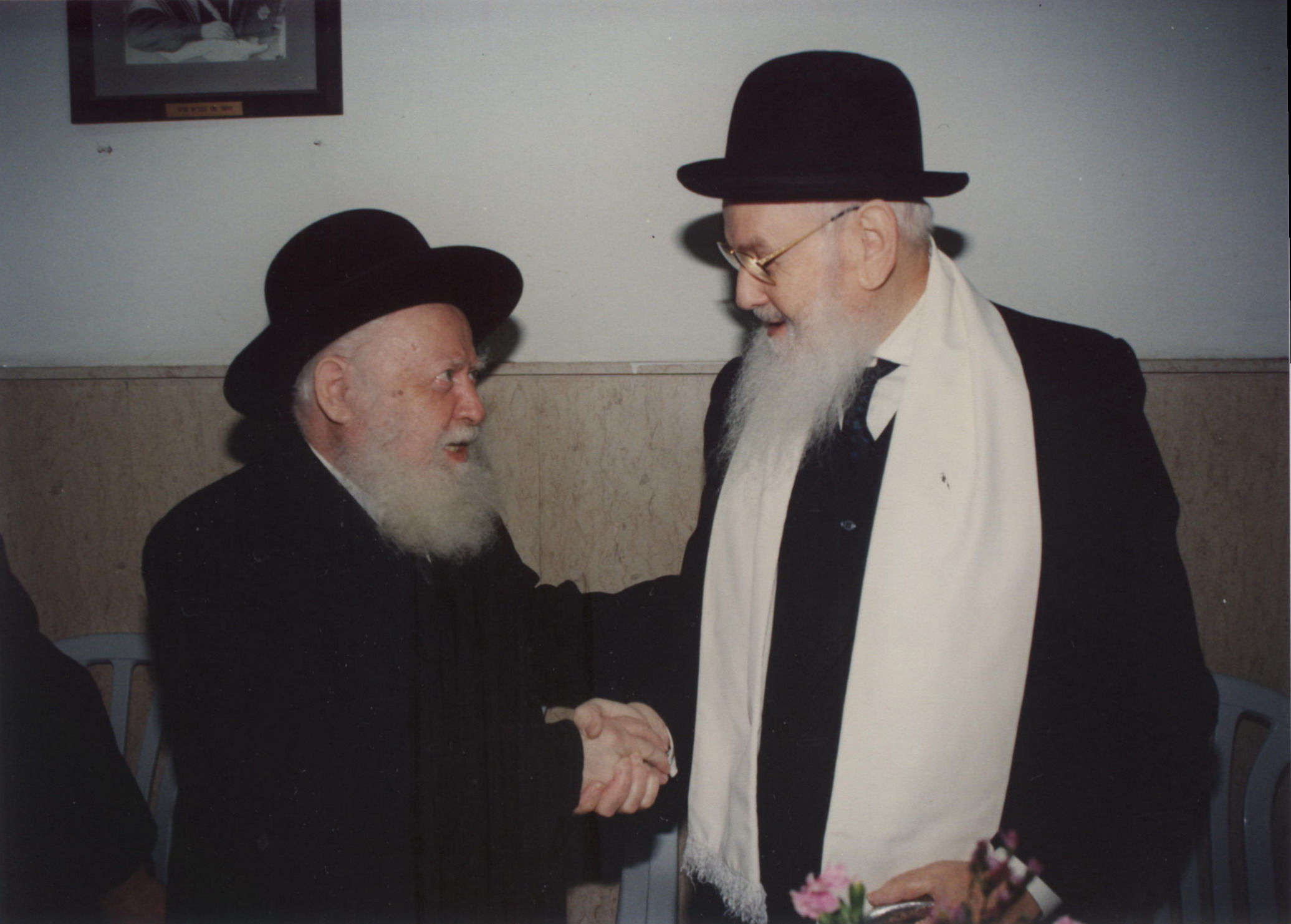
الحاخام ميساس مع الحاخام شابيرا

ولد الراب شالوم ميساس في مدينة مكناس في 13 فبراير 1909، من والده الراب ميمون ميساس، ووالدته راشيل سودري. حمل ميساس الاسم الأول لجده من أبيه. ينحدر من الحاخام الشهير رفائيل بيرديغو،الملقب بـ "الملاك رفائيل". تزوج جميلة الكريف ابنة موشي الكريف وأنجب معها 14 طفلاً.

الحاخام إسحاق مع الحاخام شالوم ميساس زيتزل والحاخام مردخاي إلياهو زيتزل

كرس الراب شالوم ميساس حياته منذ سن مبكرة لدراسة التلمود والهالاخاه في مدرسة الراب إسحاق الصباغ بمكناس،  وهذا ما أهله سنة 1931 ليصبح مديرا لقسم التلمود والتوراة.
عام1938 أنشأ جمعية لنشر مخطوطات الحكماء اليهود المغاربة القدماء، حيث نشر منها اثني عشر كتابا، وفي 1944 أسس مدرسة كتر توراة لإنجاز دراسات معمقة ومن مستوى عال للتوراة وتكوين القادة الروحيين المستقبليين.
عين شالوم ميساس حاخام الدار البيضاء الأكبر بين 1934 و1945، ثم الحاخام الأكبر للمغرب بين 1945 و1978، قبل أن يصبح الحاخام الأكبر للقدس سنة 1978 بناء على طلب كبير الحاخامات في إسرائيل حينذاك الراب عوفاديا يوسف وشلومو غورين، حيث شغل ذلك المنصب لربع قرن، بعدما غادر المغرب ليستقر بالقدس التي توفي فيها يوم السبت 13 أبريل 2003، الموافق ليوم السبت11 نيسان 5763 من السنة العبرية.
من أشهر أقاربه ابنه دافيد ميساس (بالفرنسية David Messas)، الذي شغل منصب حاخام باريس بين 1994 و2011، وابنة أخته الصحافية الفرنسية ذات الأصول المغربية روث الكريف (بالفرنسية Ruth Elkrief).

## أعماله
يعتبر شالوم ميساس من أشهر صناع قرار الهالاخاه أو القوانين التي أنتجتها اليهودية المغربية، والتي ضمها في عدة إصدارات أهمها؛ 
- شروق الشمس[6]
- شعاع الشمس[6]
- المنتجات تنضج بالشمس[6]
- كلام السلام[6]
- بيت الشمس[10]
- الشمس المشتعلة[10]
- الصلوات اليومية[10]

## مكانة خاصة عند الحسن الثاني
كان الحاخام شالوم ميساس يحظى بمكانة خاصة عند الحسن الثاني شأنه شأن باقي اليهود المغاربة الذين لم تسقط عنهم الجنسية المغربية رغم هجرتهم إلى إسرائيل، والذين تمتعوا كذلك بتقدير وعناية كبيرة من طرف سلفه الملك محمد الخامس. تظهر العلاقة الوطيدة بين شالوم ميساس والحسن الثاني في مرافقته إلى المطار في رحلته الأخيرة من المغرب نحو إسرائيل ومطالبته إياه بمباركته قبل المغادرة. ظل الحاخام شالوم ميساس مبايعا ومباركا للحسن الثاني رغم مغادرته للمغرب وإقامته في إسرائيل، وهو ما يدل على قوة العلاقة التي كانت تربطهما.